# Huda luknja
Huda luknja je ena od jam z vhodom nad istoimensko sotesko reke Pake, blizu kraja Gornji Dolič pri Mislinji, del širšega jamskega sistema, ki ga je izdolbla ponikalnica Ponikva v zaplati osamelega krasa na tem območju. Ima dva glavna rova, spodnji Vodni rov je aktiven in po njem teče Ponikva, zgornji Medvedov rov pa je suh. Glavni vhod se odpira pri vznožju hriba Tisnik, poleg njega pa je znan še en, višje ležeči ponor Ponikve, ki je dostopen le nekaj deset metrov v globino. Nad slednjim je vhod v jamo Lisičnica, ki je povezana s Hudo luknjo prek sifona. S skupno dolžino 2339 m je jamski sistem Hude luknje največji jamski sistem v severovzhodni Sloveniji.
V sklopu arheoloških raziskav območja (predvsem jame Špehovke), med katerimi so našli kamnito orodje iz mlajše kamene dobe, je bila arheološka plast odkrita tudi v Hudi luknji, vendar še ni datirana. Jama je bila na ta račun razglašena za nepremični spomenik lokalnega pomena. Raziskave prenikle vode v Medvedovem rovu so potrdile podobno favno talnih nevretenčarjev kot v jamah Dinarskega krasa, le da so prevladovali maloščetinci namesto ceponožcev. Širše območje soteske Huda luknja s tremi jamami je zavarovano kot naravni rezervat Huda luknja, Špehovka, Pilanca.